# Salem's Lot (pel·lícula)
Salem's Lot és una pel·lícula de terror sobrenatural estatunidenca del 2024 escrita i dirigida per Gary Dauberman, basada en la novel·la de 1975 de Stephen King. La pel·lícula és protagonitzada per Lewis Pullman, Makenzie Leigh, Alfre Woodard, John Benjamin Hickey, Bill Camp, Jordan Preston Carter, Nicholas Crovetti, Spencer Treat Clark, William Sadler, i Pilou Asbæk. És la primera adaptació al llargmetratge del llibre, precedida per versions de minisèrie de 1979 i de 2004. La trama se centra en un escriptor que torna a la seva ciutat natal de Jerusalem's Lot a la recerca d'inspiració, només per descobrir la presència d'un vampir.
Salem's Lot es va anunciar el 2019 i es va rodar el 2021, amb fotografies addicionals el 2022. L'estrena de la pel·lícula es va retardar diverses vegades. La pel·lícula es va estrenar com a pel·lícula d'obertura al Beyond Fest el 25 de setembre de 2024, i es va estrenar a Max el 3 d'octubre de 2024. La pel·lícula va rebre ressenyes diverses de la crítica.

## Argument
L'escriptor Ben Mears torna a la seva ciutat natal de Jerusalem's Lot per escriure un llibre sobre la seva infància. Es fa amic i comença una relació romàntica amb Susan Norton, una local que té una mare dominant i somia amb marxar de la ciutat. Mentrestant, l'estudiant de secundària Mark Petrie es troba l'objectiu d'un assetjador escolar i coneix el professor Matt Burke. Un estrany home europeu anomenat Straker obre una botiga d'antiguitats a la ciutat i s'instal·la a la Marsten House, abandonada des de fa temps, que té una història d'assassinats. Straker té un taüt gran enviat a la casa i col·locat al soterrani. Straker segresta un dels amics de Mark, Ralphie, i el sacrifica al seu amo, un vampir anomenat Kurt Barlow. Un grup de recerca no té èxit a l'hora de trobar el noi i els residents culpen al nouvingut Ben. Una criatura invisible ataca el germà de Ralphie, Danny, i després mor, aparentment per una anèmia perniciosa. Després del seu funeral, Danny surt del seu taüt, ara un vampir, i mossega el sepulturer Mike.
Matt es troba amb un Mike malaltís en un bar i el convida a quedar-se la nit abans de portar-lo al metge. Després de notar un conjunt de símptomes estranys, Matt sospita que Mike s'ha convertit en un vampir. Després de veure Danny volar a casa seva per una finestra, Matt fuig i li ho diu a Ben i Susan. Juntament amb el doctor Cody i el xèrif Gillespie, el grup examina el cos ara sense vida de Mike, tot i que Matt no li diu a Cody ni a Gillespie el que va veure. Més tard aquella nit, Mike torna, totalment convertit en vampir, però Matt és capaç d'allunyar-lo amb una creu. Danny intenta enganyar Mark perquè el deixi entrar a la casa, però Mark es resisteix i també s'escapa de Danny. Mark investiga com matar vampirs. L'endemà, el Dr. Cody s'informa que la mare de Danny i Ralphie ha estat trobada morta per la mateixa malaltia que va matar el seu fill. Després de descobrir que el cos d'en Mike també ha desaparegut, en Cody s'enfronta a Matt i li explica a ella, en Ben i la Susan sobre els vampirs i com derrotar-los.
Mark i Matt irrompen a la casa dels Marsten per matar Barlow, però Straker els tanca al soterrani. Barlow mossega a Matt mentre Straker captura a Mark. Mentrestant, Ben, Susan i el doctor Cody investiguen el cos de la mare de Danny a la morgue. Es gira i mossega el Dr. Cody abans de ser destruït amb una creu, però el Dr. Cody aconsegueix evitar que es giri injectant-se una injecció contra la ràbia. Els vampirs de Barlow converteixen ràpidament els residents de la ciutat. L'endemà, Mark escapa dels seus lligams i mata Straker. Buscant refugi a l'església, el Ben, la Susan i el Dr. Cody consulten el sacerdot de la ciutat Pare Callahan sobre què fer. Mark arriba informant-los del que va passar a la casa Marsten i sobre Barlow. Investiguen la propietat i són atacats per un Matt convertit al soterrani. Ben el mata amb una estaca de fusta. La ciutat està completament superada pels vampirs. El xèrif Gillespie intenta fugir de la ciutat mentre Susan i Ben intenten avisar la mare de Susan. La mare de Susan revela que s'ha fet càrrec del paper de Straker com a criada humana de Barlow i Susan és mossegada per un vampir. Ben fuig amb Susan.
El pare Callahan intenta convèncer els pares de Mark del perill, però Barlow els embosca i els mata. Mark fuig i es refugia a la seva casa de l'arbre dels seus antics companys de classe, tots convertits en vampirs. Ben porta a Susan, que està enmig de la volta, a l'església que està protegida dels vampirs per ser terra sagrada. El doctor Cody és incapaç de curar-la i Susan es transforma completament, i fuig. Ben el persegueix i és atacat pels residents convertits en ciutat, abans de tornar a l'església per buscar refugi amb Cody. El cadàver de Gillespie és llençat a l'església pels vampirs. Mark busca en Barlow i irromp a la botiga d'antiguitats de Straker on mata Danny. El troben Ben i el Dr. Cody i el grup s'adonen que els vampirs s'estan refugiant a la sala de cinema local, utilitzant els cotxes com a taüts. Mentre es preparen per matar la Susan, el Dr. Cody és assassinat a trets per la mare de Susan. El sol comença a posar-se i els vampirs ataquen en Ben. Mark atropella la mare de Susan i destrueix la pantalla del teatre, exposant els vampirs a la llum del sol i matant-los a tots. Cau la nit quan Barlow surt del seu taüt i ataca a Mark. Ben mata Susan i aconsegueix salvar Mark, matant Barlow amb una estaca. Amb els residents de la ciutat exterminats, Ben i Mark marxen.

## Repartimentt
- Lewis Pullman com aBen Mears[1]
- Makenzie Leigh com a Susan Norton[2]
- Alfre Woodard com a Dr. Cody[3]

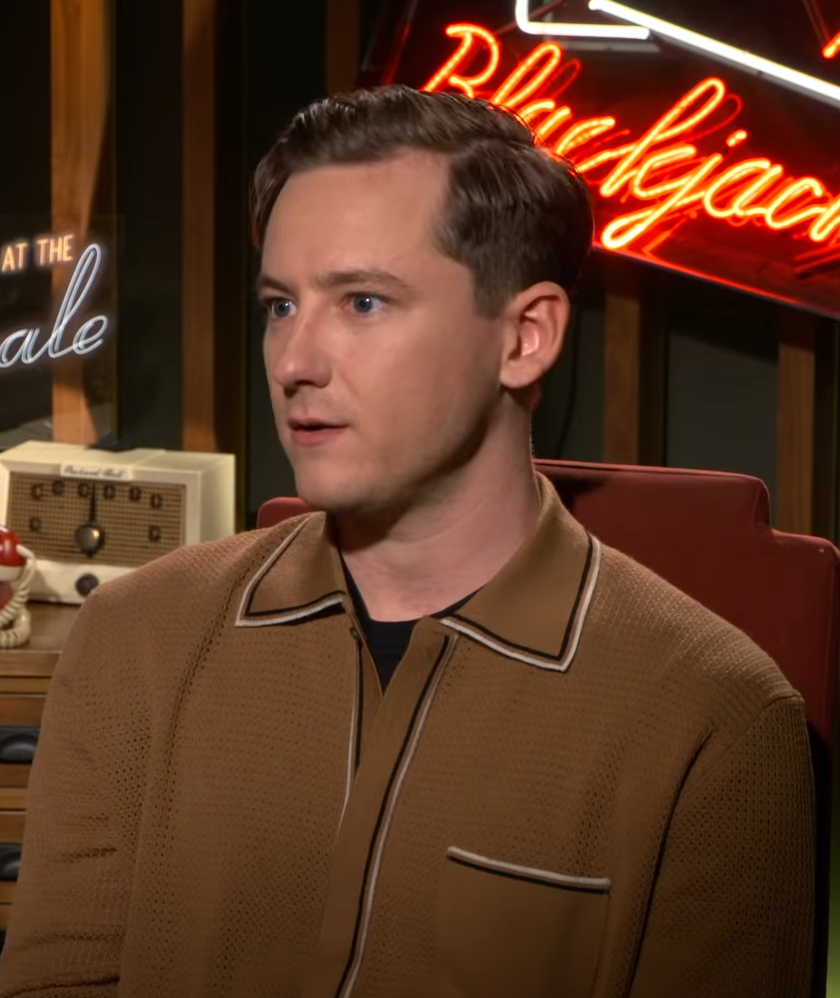
Lewis Pullman interpreta el personatge principal Ben Mears

- John Benjamin Hickey com a pare Callahan[4]
- Bill Camp com a Matthew Burke[2]
- Jordan Preston Carter com a Mark Petrie[5]
- Nicholas Crovetti com a Danny Glick[5]
- Spencer Treat Clark com a Mike Ryerson[2]
- William Sadler com a Parkins Gillespie[6]
- Pilou Asbæk com a Richard Straker[7]
- Alexander Ward com a Kurt Barlow[8]
- Debra Christofferson com a Anne Norton[5]
- Cade Woodward com a Ralph Glick[5]
- Joseph Marrella com a Tony Glick
- Derek Mears com a Hubert Marsten[9]

## Producció
Salem's Lot és una adaptació de la novel·la de 1975 de Stephen King. El llargmetratge de New Line Cinema es va anunciar l'abril de 2019 quan The Hollywood Reporter va revelar que Gary Dauberman havia d'escriure el guió i el productor executiu i James Wan es va adjuntar com a productor. En una entrevista, se li va preguntar a Dauberman si aplicaria el mateix enfocament d'escriptura que va utilitzar per a It (2017) i It Chapter Two (2019), adaptacions de la novel·la de King It, a les quals va respondre: "M'agrada ser tan fidel a la història com sigui possible fins que es faci una mica massa difícil de manejar per a una pel·lícula."
A l'abril de 2020, Dauberman va tancar un acord per convertir-se en director. L'agost de 2021, Lewis Pullman va ser seleccionat per interpretar el paper principal de la pel·lícula. El 6 de setembre, la fotografia principal va començar a Boston amb el director de fotografia Michael Burgess. El rodatge a l'estat de Massachusetts va tenir lloc a Ipswich i les ciutats de Sterling i Clinton, ambdues dins del comtat de Worcester. La Biblioteca Pública de Princeton a Princeton (Massachusetts) també es va reservar com a lloc de rodatge durant tres dies. La fotografia addicional es va produir a finals de maig o principis de juny de 2022. Durant la postproducció, Nathan Barr i Lisbeth Scott van compondre la banda sonora de la pel·lícula. Segons Dauberman, la pel·lícula es va escurçar d'una durada de gairebé tres hores, que hauria inclòs, entre altres coses, l'escena d'obertura ambientada a la Marsten House.

## Estrena
Salem's Lot s'havia d'estrenar originalment als cinemes el 9 de setembre de 2022, el cap de setmana posterior al Labor Day que havia tingut èxit per als llançaments de terror anteriors de l'estudi, però que es va endarrerir fins al 21 d'abril de 2023, "a causa de retards relacionats amb la COVID-19 en l'àmbit de la postproducció", abans de perdre la seva data d'estrena davant Evil Dead Rise.
Hi havia una creixent preocupació perquè el projecte fos abandonat, tot i estar completament filmat i en profunditat en la postproducció, similar a Batgirl, Scoob! Holiday Haunt i Coyote vs. Acme; es dues primeres es van cancel·lar el 3 d'agost de 2022, mentre que la segona es va cancel·lar el 9 de novembre de 2023. Finalment, aquestes pel·lícules es van tractar com a amortització d'impostos per a la productora en el context de la reestructuració de Warner Bros. Discovery.
Tanmateix, a l'octubre de 2023, Warner Bros. estava considerant llançar la pel·lícula a Max a causa de la vaga de SAG-AFTRA de 2023 que va crear una "necessitat creixent de contingut de Max", tot i que un portaveu va declarar que encara no s'havia pres cap decisió sobre els plans de distribució futurs de la pel·lícula. El febrer de 2024, King va preguntar per què encara no hi havia plans d'estrena confirmats per a la pel·lícula, afirmant que "no està segur de per què WB la frena; no com si fos vergonyós, ni res. Qui sap. Només escric les putes coses." Dauberman creu que aquesta escalada en el discurs de King va contribuir a la finalització final. Al març, Warner Bros. va confirmar que es llançaria a Max, i a l'agost, estava programat per a un llançament a l'octubre de 2024.
Abans d'una accessibilitat més àmplia, va ser la pel·lícula d'obertura a Beyond Fest el 25 de setembre de 2024. Aleshores, la pel·lícula es va estrenar exclusivament per OTT el 3 d'octubre de 2024. L'estrena de Salem's Lot a l'octubre, abans de Nosferatu al desembre, i a Max en comptes dels cinemes, va ajudar a evitar la competència entre les dues pel·lícules, evitant una possible divisió en la venda d'entrades i l'audiència.
L'Associació de Distribuïdors de Cinema va informar que s'estrenaria al Regne Unit i Irlanda l'11 d'octubre de 2024. Els residents del Regne Unit no tenen accés a Max a causa dels acords existents entre Warner Bros. i Sky ("el distribuïdor exclusiu de la majoria del contingut d'HBO" al Regne Unit) que no caduquen fins a finals del 2025.

## Recepció
Al lloc web de l'agregador de ressenyes Rotten Tomatoes, el 46% de les 101 crítiques són positives, amb una valoració mitjana de 5,3/10. El consens del lloc web diu: "Una festa d'espectacles a l'antiga, aquest Salem's Lot no serà l'adaptació definitiva del famós conte de vampirs de Stephen King, però suposa una reintroducció sòlida a una nova generació de públic". Metacritic, que utilitza una mitjana ponderada, va assignar a la pel·lícula una puntuació de 47 sobre 100, basada en 20 crítics, indicant crítiques "mixtes o mitjanes"
Josh Korngut de Dread Central va atorgar a la pel·lícula 2 estrelles sobre 5 i va escriure: "Malgrat els seus ensurts ocasionals i l'estil sorprenent, aquesta adaptació no té el terror o la profunditat emocional del seu material original de Stephen King." Meagan Navarro de Bloody Disgusting també va donar a la pel·lícula 2/5 estrelles, assenyalant que "és una adaptació que se sent molt manipulada, destruint tota la història i el desenvolupament de personatges només a favor dels ensurts dels vampirs."